# عصب شوكي عجزي 1
عصب شوكي عجزي 1 (بالإنجليزية: Sacral spinal nerve 1)‏ ويُعرف اختصارًا S1،هو عصب شوكي من القسم العجزي. ينشئ من العمود الفقري أفسل الجسم الأول للعجز.

## العضلات
يُعصب العصب الشوكي العجزي 1 العديد من العضلات، إما مباشرةً أو من خلال الأعصاب الناشئة عنه، وهذه العضلات هي:
- عضلة ألوية كبرى
- عضلة ألوية وسطى
- عضلة ألوية صغرى
- عضلة موترة للفافة العريضة
- عضلة كمثرية
- عضلة سدادية غائرة
- عضلة توأمية سفلية
- عضلة توأمية علوية
- عضلة مربعة فخذية
- عضلة نصف وترية
- عضلة الساق
- عضلة مثنية طويلة لإبهام القدم
- عضلة مبعدة لخنصر القدم
- عضلة مربعة أخمصية

## معرض صور

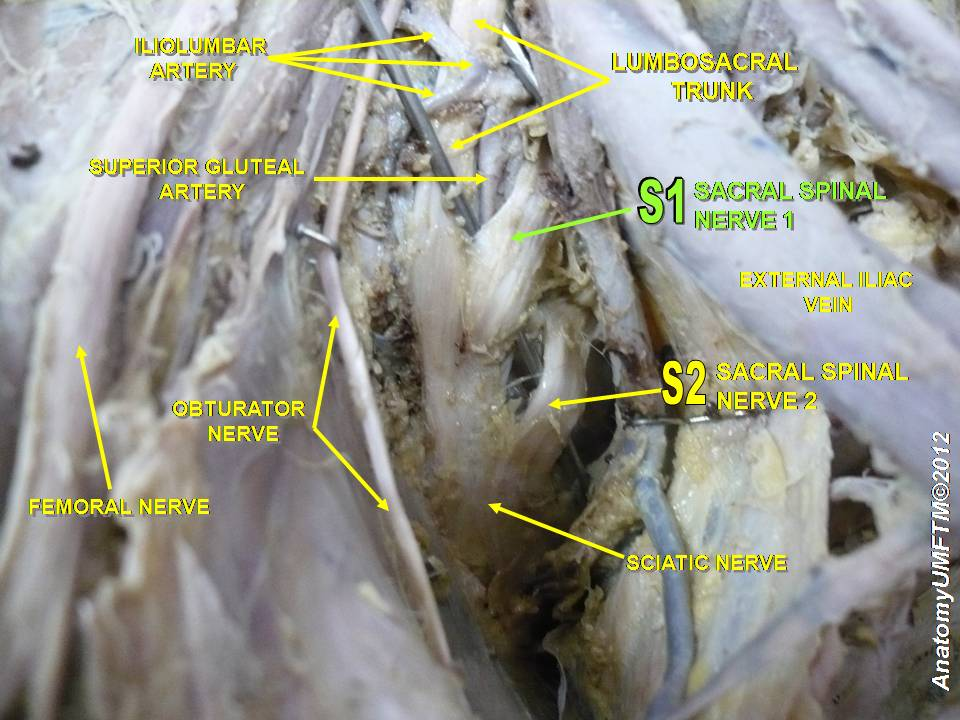
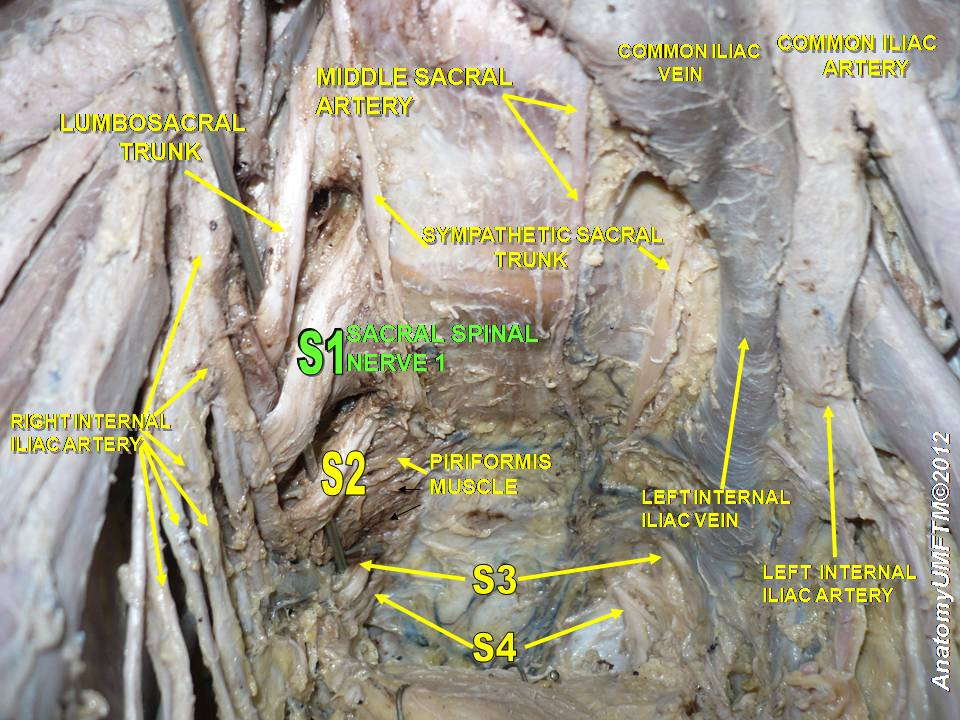
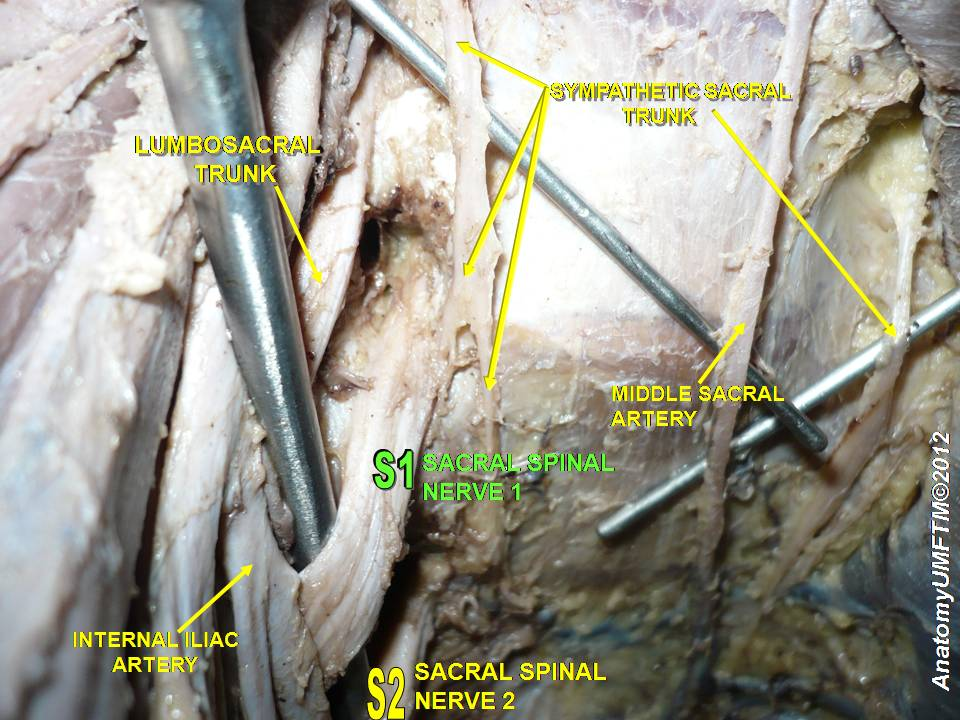